# Долговський район
Долго́вський район (рос. Долговский район) — колишня адміністративна одиниця третього порядку у складі Уральської області РРФСР, яка існувала у період 1924-1930 років.

## Історія
Долговський район у складі Челябінського округу Уральської області був утворений 7 квітня 1924 року згідно з постановою президії Уралоблвиконкому з центром у селі Долговське. Однак фактично він був утворений 1 серпня 1925 року шляхом об'єднання ліквідованих Коровинського та Косулинського районів.
Постановою ВЦВК від 20 квітня 1930 року район був ліквідований, при цьому до складу Куртамиського району увійшли Білоноговська, Долговська, Жуковська, Косулинська, Кузьминовська, Попілинська, Рибнівська та Чистівська сільради, до складу Мішкинського району — Коровинська, Миркайська та Сосновська сільради, до складу Усть-Уйського район — Половинська, Сетовська та Становська сільради, до складу Звіриноголовського району — Чорноборська сільрада.

## Адміністративний поділ
Станом на 1 серпня 1925 року до складку району входили 16 сільрад: Білоноговська, Долговська, Жуковська, Коровинська, Костилевська, Косулинська, Кузьминовська, Миркайська, Попілинська, Половинська, Рибнівська, Сетовська, Сосновська, Становська, Чорноборська та Чистівська.
15 вересня 1926 року Костилевська сільрада була передана до складу Куртамиського району.